# Bruno Ruffo
Bruno Ruffo (ur. 9 grudnia 1920 w Colognola ai Colli, zm. 10 lutego 2007 w Weronie) – włoski motocyklista, pierwszy mistrz świata w motocyklowej klasie 250 cm³. Tytuł zdobył w 1949 r., reprezentując team Moto Guzzi, w następnym sezonie zwyciężył w klasie 125 cm³. Sukces z 1949 r., Ruffo powtórzył w 1951 r., po raz kolejny zostając mistrzem w klasie 250 cm³.